# 준광물

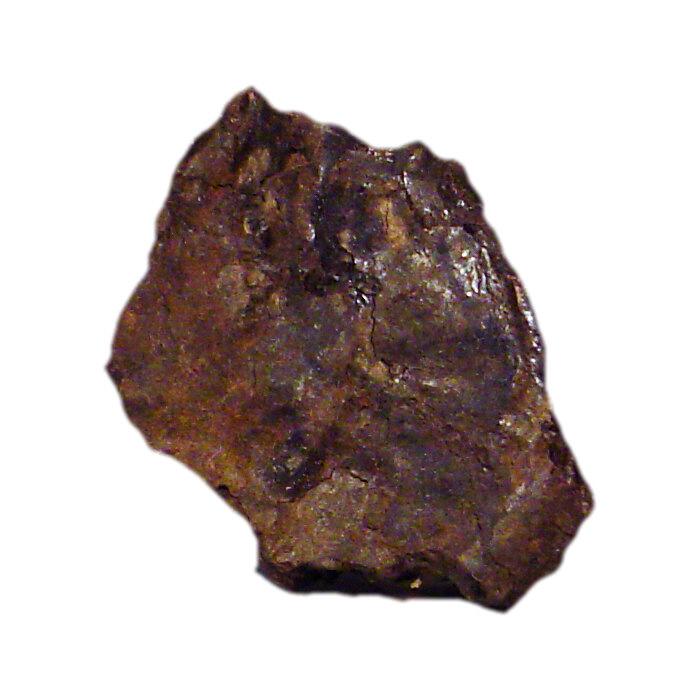

준광물(準鑛物, mineraloid)은 자연산 물질이며 광물과 달리 결정 구조가 규칙적이지 않다.

## 종류
- 호박 (화석)
- 무연탄
- 수은
- 오팔
- 흑요석

## 같이 보기
- 광물 목록